# De 21 krav
De 21 krav var en liste med krav, som den japanske regering fremsatte til den kinesiske regeringen for at legitimere Japans landvindinger i Kina under 1. verdenskrigs tidlige fase. Den daværende kinesiske regeringens manglende evne til at stå imod kravene var en stærkt medvirkende årsag til, at Fjerde maj-rørelsen udbrød fire år senere.

## Baggrund
Verdenskrigens udbrud i august 1914 berørte også Kina for så vidt, at Japan i november samme år bemægtigede sig det af Tyskland 1899 for 99 år lejede kinesiske område Kiautschou og den af Tyskland ejede jernbaneforbindelse Qingdao-Jinan i provinsen Shandong. Allerede i december samme år begyndte Japan med udgangspunkt herfra en diplomatisk kampagne for at, mens 1. verdenskrig bandt stormagternes hænder, sikre sig et slags faktisk protektorat over Kina.

## De 21 punkter fremsættes
Den 18. januar 1915 fremførte premierminister Okuma Shigenobu og udenrigsminister Kato Takaaki de japanske krav for den kinesiske regering ledet af Yuan Shi-kai. De "21 krav" var inddelte i fem grupper og gik blandt andet ud på følgende: Kina skulle forpligt sig til at på forhånd godkende den aftale, som Japan ville indgå med Tyskland om dets rettigheder i Shandong. Endvidere skulle Kina love ikke at afstå eller udleje noget område i Shandong til nogen tredje magt. Japans fra Rusland 1905 overtagne lejemålsret til Port Arthur og Dalian (på 25 år fra 1898) skulle forlænges til 99 år og tillige omfatte jernbanerne i det sydlige Manchuriet og fra Andong
till Mukden.
Omfattende økonomiske rettigheder (koloniseringstilladelse, minerettigheder med mere) skulle bevilges japanske undersåtter i det sydlige Manchuriet og i det østlige indre Mongoliet. Den kinesiske regering skulle i 99 år overdrage kontrollen og ledelsen over jernbanelinjen Jilin-Changchun til Japan. Japan skulle ligeledes i Yangtze-dalen gives vigtige økonomiske fordele via det af Japan understøttede "Hanyeping"-foretagende, som var interesseret i Hanyang-arsenalerne, jernminerne i Daye og kulminerne i Pingxiang (heraf foretagendets navn). Endvidere skulle den kinesisk regering forpligte sig til at ikke til tredje magt afstå eller udleje nogen havne, bugte eller øer ved Kinas kyst.
I den femte gruppe af krav fremstod protektoratstanken tydeligst. Der bestemtes:
at den kinesiske regering skulle som politiske, finansielle og militære rådgivere ansætte indflydelsesrige japanere,
at japanske sygehuse, templer og skoler i det indre af Kina skulle kunne erhverve fast ejendom,
at politiet på vigtige steder i Kina skulle forvaltes af kinesere og japanere i fællesskab, og at mange japanere skulle ansættes i disse steders politistyrker,
at Kina i Japan skulle købe eksempelvis 50 % af sit behov for våben og ammunition eller at der i Kina skulle oprettes en af kinesere og japanere i fællesskab forvaltet våbenfabrik, hvor japanske eksperter skulle ansættes og japanske råvarer anvendes,
at Japan skulle kunne anlægge tre jernbanelinjer fra nærmere fastlagte steder ved det mellemste Yangtze til Kinas sydlige kyst,
at Kina først skulle spørge Japan, hvis man havde behov for udenlandsk kapital til mine-, jernbane- og havnearbejder i provinsen Fujian samt
at japanske undersåtter skulle garanteres ret til religiøs missionsvirksomhed i Kina.

## Genforhandling af kravene
Om de 21 punkter førtes efterfølgende i en ophidset stemning forhastede forhandlinger, og da Kinas delvise indrømmelser forekom den japanske regering at være utilstrækkelige, fremlagde man den 7. maj 1915 sine krav i en noget mildere form, men som et ultimatum med 48 timers frist; den femte gruppe af krav blev udtaget og erklæredes som alene at være ønsker, som den japansk regering "i Kinas interesse" havde foreslået, men som Japan aldrig haft til hensigt at påtvinge Kina. Finansielt og militært magtesløs måtte den kinesiske regering bøje sig for Japans trussel den 9. maj, og kapitulationen fik efterfølgende form som en række aftaler og noteudvekslinger af 25. maj 1915.
I Shandong fik Japan derved frie hænder, mod løfte at efter krigen tilbagegive Kiautschou til Kina på visse nærmere fastlagte vilkår, blandt andre om modtagelse af en anden koncession under helt japansk jurisdiktion på et af den japanske regering angivet sted. I forhold til de japanske privilegier i det sydlige Manchuriet og Mongoliet blev givet en formulering, som var nogenlunde forenelig med kinesisk suverænitet. De projekterede japanske jernbaneanlæg gjordes betingede af, at ingen udenlandsk magt havde noget at indvende imod dem.
Den kinesiske regering forpligtede sig til at ikke lade nogen udenlandsk nation anlægge værfter, kulstationer eller marinebaser på kysten af provinsen Fujian, lige over for det af Japan tilhørende Taiwan, samt videre at, hvis den fortsat anså dette fornødent, ansætte mange japanske rådgivere og at ved passende tilfælde sende officerer til Japan for at forhandle om våbenindkøb eller om anlæggelse af en fælles våbenfabrik; spørgsmålet om retten til japansk missionsvirksomhed forbeholdt Japan sig ret til at tage op til nye forhandlinger senere.

## Følger
Den japanske politik vakte i Kina enorm vrede, som blandt andet tog sig udtryk i boykot af japanske varer, ligesom den bidrog til at undergrave anseelsen for Yuan Shikais regering. Da den kinesiske delegation på Versailleskonferencen ikke formåede at genvinde de rettigheder, som Kina havde mistet gennem de 21 krav, udbrød en studenterprotest i Kina i maj 1919, kendt som Fjerde maj-rørelsen. Protesten erklærede den 9. maj for at være den "nationale ydmygelsesdag", hvilken uofficielt blev markeret frem til 1926 og der efter officielt mellem 1927 og 1940.
Washingtonkonferencen, som foregik 1921-22, var et forsøg fra stormagternes side på at stille den kinesiske vrede over Versaillesfreden, men Kina formåede kun at sikre visse begrænsede indrømmelser under konferencen.